# بائو جیاپینگ
بائو جیاپینگ (انگلیسی: Bao Jiaping؛ ۱۰ اوت ۱۹۰۸ – ۱۱ نوامبر ۱۹۹۲) بازیکن فوتبال اهل چین بود. او در بازی‌های المپیک تابستانی ۱۹۳۶ در بخش فوتبال مردان شرکت کرد.